# حرب الألف يوم
حرب الألف يوم هي حرب أهلية نشبت في كولومبيا في الفترة ما بين 17 أكتوبر عام 1899 حتى 21 نوفمبر عام 1902. دارت في بدايتها بين الحزب الليبرالي الكولومبي وحكومة الحزب الوطني برئاسة مانويل أنطونيو سانكليمينتي، والذي أطيح به في 31 يوليو عام 1900 من قبل ممثل حزب المحافظين الكولومبي، خوسيه مانويل ماروكين، بعد تحالفه مع الليبرالي أكيليو بارا. وبعد ذلك، وعلى الرغم من هذا التحالف، إلا أن الحرب استمرت بين الليبراليين والمحافظين. واتسمت هذه الحرب بالمواجهة غير النظامية بين الجيش الحكومي (المحافظين)، والمنظم جيدًا، وبين جيش حرب العصابات (الليبراليين)، غير المدربين جيدًا والفوضيين.